# Нација
Нација (од лат. nacio / рођење) је вишезначни политички појам, којим се у зависности од контекста употребе могу означавати различите врсте људских заједница. У политичкој теорији и пракси, разликују се две основне врсте нација, као посебних народних заједница чије припаднике повезује заједничка етничка или државна припадност. По том основу, нације могу бити етничке или политичке.
Политичка нација је народна заједница чије припаднике повезује заједничко држављанство, док етничка нација представља народну заједницу чије припаднике повезује заједнички етницитет. По том основу, свака особа која има држављанство неке државе, а уједно има и свој властити етнички идентитет, самим тим истовремено има и двоструку националност: по основу држављанства припада политичкој нацији властите државе, док по основу етницитета припада својој матичној етничкој нацији. На пример, сваки Србин, који је уједно и држављанин Сједињених Америчких Држава, истовремено је припадник америчке политичке нације по основу свог држављанства, као и српске етничке нације по основу свог етницитета.
Током историје, појам нације је употребљаван у различитим значењима, а његова савремена употреба је такође вишезначна, што зависи не само од контекста употребе, већ и од језичких и појмовних конвенција које важе у различитим срединама. Тако је, на пример, на ширем говорном подручју енглеског језика у западној Европи и Северној Америци уобичајено да се реч нација примарно употребљава као ознака за политичку нацију, коју чине сви грађани неке државе, док је у источној Европи уобичајено да се појам нације примарно везује се за концепт етничке нације.
Историјско конституисање савремених политичких нација подразумева остваривање кључног корака, односно етапе је у развоју народа, која се манифестује у стварању државе. Конституисана политичка нација има сопствену државу, која је израз националног суверенитета, а уједно и гаранција опстанка и развоја, са сопственом територијом, системом политичких институција и националним установама у свим областима друштвеног живота. Упркос томе, нација није истоветна са друштвом и по правилу не прекорачује оквире политичког поретка, као основног делокруга националне државе. На другој срани, етнички концепт нације превазилази границе матичне државе и повезује све људе који деле заједничко етничко порекло, заједнички језик, историјску баштину и културне вредности.